# Colt Ford

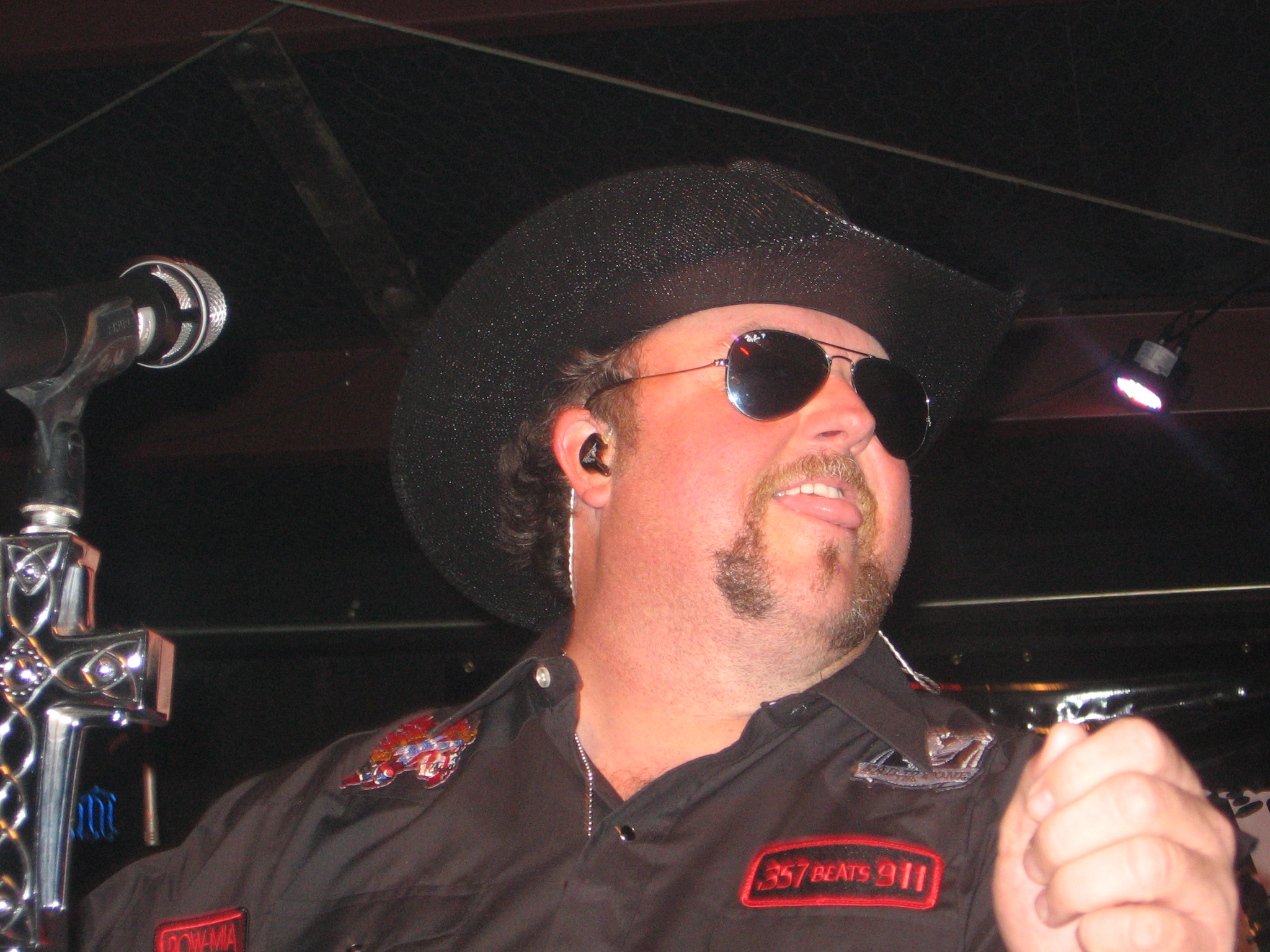
Colt Ford (2010)

Colt Ford (* 1970 in Athens, Georgia, bürgerlich Jason Farris Brown) ist ein US-amerikanischer Country-Rap-Musiker.

## Biografie
Ford wuchs mit Countrymusik auf, wechselte dann aber zu R&B und Hip-Hop. Mit Jermaine Dupri hatte er bereits ein eigenes Album produziert, das es aber nicht bis zur Veröffentlichung brachte.
Danach nahm er erst einmal eine sechsjährige Auszeit von der Musik, in der er als Profigolfspieler und Trainer aktiv war.
Seine musikalische Rückkehr Ende der 2000er war dann eine Mischung aus Country und Rap. Sein Debütalbum Ride Through the Country erreichte 2009 Platz 12 der Rap- und Platz 34 der Country-Charts. Mit seinem zweiten Album Chicken & Biscuits erreichte er ein Jahr später bereits Platz 4 bzw. Platz 8 und kam auch unter die Top 40 der Billboard 200.
Colt Ford veröffentlicht seine Tonträger beim Label Average Joe's Records, das er zusammen mit einem Freund, dem Produzenten Shannon Houchins, im Jahr 2006 gegründet hat.

## Diskografie

### Alben
| Jahr | Titel                                 | Höchstplatzierung, Gesamtwochen, AuszeichnungChartplatzierungen (Jahr, Titel, Platzierungen, Wochen, Auszeichnungen, Anmerkungen) | Höchstplatzierung, Gesamtwochen, AuszeichnungChartplatzierungen (Jahr, Titel, Platzierungen, Wochen, Auszeichnungen, Anmerkungen) | Anmerkungen                              |
| Jahr | Titel                                 | US | Country | Anmerkungen                              |
| ---- | ------------------------------------- | --- | --- | ---------------------------------------- |
| 2008 | Ride Through the Country              | US97 Gold · (22 Wo.)US | Country24 (59 Wo.)Country | Erstveröffentlichung: 2. Dezember 2008   |
| 2010 | Chicken & Biscuits                    | US28 (23 Wo.)US | Country8 (78 Wo.)Country | Erstveröffentlichung: 20. April 2010     |
| 2011 | Every Chance I Get                    | US26 (15 Wo.)US | Country3 (78 Wo.)Country | Erstveröffentlichung: 3. Mai 2011        |
| 2012 | Declaration of Independence           | US5 Gold · (14 Wo.)US | Country1 (68 Wo.)Country | Erstveröffentlichung: 7. August 2012     |
| 2014 | Thanks for Listening                  | US10 (10 Wo.)US | Country2 (36 Wo.)Country | Erstveröffentlichung: 1. Juli 2014       |
| 2017 | Love Hope Faith                       | US64 (1 Wo.)US | Country2 (1 Wo.)Country | Erstveröffentlichung: 5. Mai 2017        |
| 2019 | We the People, Vol. 1                 | — | — | Erstveröffentlichung: 20. September 2019 |
| 2020 | Chicken And Biscuits (Second Helping) | — | — |                                          |

### Livealben
| Jahr | Titel                            | Höchstplatzierung, Gesamtwochen, AuszeichnungChartplatzierungen (Jahr, Titel, Platzierungen, Wochen, Auszeichnungen, Anmerkungen) | Höchstplatzierung, Gesamtwochen, AuszeichnungChartplatzierungen (Jahr, Titel, Platzierungen, Wochen, Auszeichnungen, Anmerkungen) | Anmerkungen                             |
| Jahr | Titel                            | US | Country | Anmerkungen                             |
| ---- | -------------------------------- | --- | --- | --------------------------------------- |
| 2009 | Live from the Suwannee River Jam | — | Country45 (29 Wo.)Country | Erstveröffentlichung: 10. November 2009 |

### Kompilationen
| Jahr | Titel                                    | Höchstplatzierung, Gesamtwochen, AuszeichnungChartplatzierungen (Jahr, Titel, Platzierungen, Wochen, Auszeichnungen, Anmerkungen) | Höchstplatzierung, Gesamtwochen, AuszeichnungChartplatzierungen (Jahr, Titel, Platzierungen, Wochen, Auszeichnungen, Anmerkungen) | Anmerkungen                             |
| Jahr | Titel                                    | US | Country | Anmerkungen                             |
| ---- | ---------------------------------------- | --- | --- | --------------------------------------- |
| 2015 | Answer to No One: The Colt Ford Classics | — | Country14 (7 Wo.)Country | Erstveröffentlichung: 10. November 2015 |

### EPs
| Jahr | Titel                      | Höchstplatzierung, Gesamtwochen, AuszeichnungChartplatzierungen (Jahr, Titel, Platzierungen, Wochen, Auszeichnungen, Anmerkungen) | Höchstplatzierung, Gesamtwochen, AuszeichnungChartplatzierungen (Jahr, Titel, Platzierungen, Wochen, Auszeichnungen, Anmerkungen) | Anmerkungen                         |
| Jahr | Titel                      | US | Country | Anmerkungen                         |
| ---- | -------------------------- | --- | --- | ----------------------------------- |
| 2009 | Country Is as Country Does | — | Country41 (31 Wo.)Country | Erstveröffentlichung: 10. Juni 2009 |

### Singles
| Jahr | Titel Album                                     | Höchstplatzierung, Gesamtwochen, AuszeichnungChartplatzierungen (Jahr, Titel, Album, Platzierungen, Wochen, Auszeichnungen, Anmerkungen) | Höchstplatzierung, Gesamtwochen, AuszeichnungChartplatzierungen (Jahr, Titel, Album, Platzierungen, Wochen, Auszeichnungen, Anmerkungen) | Anmerkungen                                            |
| Jahr | Titel Album                                     | US | Country | Anmerkungen                                            |
| --- | ----------------------------------------------- | --- | --- | ------------------------------------------------------ |
| 2009 | Ride Through the Country                        | US— GoldUS | Country57 (2 Wo.)Country | mit John Michael Montgomery                            |
| 2010 | Cold Beer Ride Through the Country              | — | Country53 (10 Wo.)Country | mit Jamey Johnson                                      |
| 2010 | Chicken & Biscuits                              | — | Country60 (3 Wo.)Country | Erstveröffentlichung: 19. April 2010 mit Jamey Johnson |
| 2011 | Country Thang Every Chance I Get                | — | Country54 (12 Wo.)Country | Erstveröffentlichung: 7. Februar 2011                  |
| 2012 | Back Declaration of Independence                | US— GoldUS | Country40 (12 Wo.)Country | Erstveröffentlichung: 2. Juli 2012 mit Jake Owen       |
| 2013 | Drivin’ Around Song Declaration of Independence | US— PlatinUS | Country41 (15 Wo.)Country | Erstveröffentlichung: 29. Juli 2013 mit Jason Aldean   |
| 2014 | The High Life Thanks for Listening              | — | Country38 (7 Wo.)Country | Erstveröffentlichung: 18. März 2014 mit Chase Rice     |
| 2018 | Shoulda Named It After Me –                     | — | Country46 (1 Wo.)Country | Erstveröffentlichung: 4. Januar 2018 mit Upchurch      |
| Folgende Lieder erschienen nicht als Single, wurden aber durch das Album zum Download und Streaming bereitgestellt und konnten somit eine Platzierung erlangen: |                                                 | | |                                                        |
| |                                                 | | |                                                        |
| 2010 | Mr. Goodtime Ride Through the Country           | — | Country60 (1 Wo.)Country |                                                        |

Weitere Singles
- 2009: No Trash in My Trailer
- 2011: She Likes to Ride in Trucks (mit Craig Morgan)
- 2011: What I Call Home (mit JB and the Moonshine Band)
- 2012: Answer to No One (mit JJ Lawhorn, US: Gold)
- 2012: Country Folks (Bubba Sparxxx feat. Danny Alexander & Colt Ford, US: Gold)
- 2014: Workin’ On (US: Platin)
- 2014: Crank It Up
- 2016: 4 Lane Gone
- 2017: Young Americans (mit Charles Kelley & Josh Kelley)
- 2017: Times We Had (Taylor Ray Holbrook feat. Colt Ford & Charlie Farley, US: Gold)
- 2019: We The People
- 2019: Welcome to Hazeville (Brantley Gilbert feat. Colt Ford, Lukas Nelson & Willie Nelson, US: Gold)

## Auszeichnungen für Musikverkäufe
| Goldene Schallplatte - Vereinigte Staaten - 2023: für das Lied Dirt Road Anthem |

Anmerkung: Auszeichnungen in Ländern aus den Charttabellen bzw. Chartboxen sind in ebendiesen zu finden.
| Land/RegionAuszeichnungen für Musikverkäufe (Land/Region, Auszeichnungen, Verkäufe, Quellen) | Gold     | Platin     | Verkäufe  | Quellen  |
| -------------------------------------------------------------------------------------------- | -------- | ---------- | --------- | -------- |
| Vereinigte Staaten (RIAA)                                                                    | 9× Gold9 | 2× Platin2 | 6.500.000 | riaa.com |
| Insgesamt                                                                                    | 9× Gold9 | 2× Platin2 |           |          |